# لولا ۴۶۳
سیارک ۴۶۳ (به انگلیسی: 463 Lola، نامگذاری:1900FS) چهارصد و شصت و سومین سیارک کشف شده‌است که در ۳۱ اکتبر ۱۹۰۰ و در هایدلبرگ کشف شد.
قدر مطلق سیارک برابر ۱۱٫۸۲ است.